# Abhar
Abhar este un oraș din Iran.